# Ataenius gammonensis
Ataenius gammonensis är en skalbaggsart som beskrevs av Zdzisława Stebnicka och Henry Fuller Howden 1997. Ataenius gammonensis ingår i släktet Ataenius och familjen Aphodiidae. Inga underarter finns listade.